# Eulimnogammarus macrocarpus
Eulimnogammarus macrocarpus is een vlokreeftensoort uit de familie van de Eulimnogammaridae. De wetenschappelijke naam van de soort is voor het eerst geldig gepubliceerd in 1969 door Stock.